# Науель-Уапі (національний парк)
Науе́ль-Уапі́ (ісп. Parque Nacional Nahuel Huapi) — найстаріший національний парк Аргентини, розташований в районі озера Науель-Уапі.

## Опис
Історія цієї території починається від 1903 року, коли Ф. Морено пожертвував державі 80 км2 землі між Пуерто-Блест і озером Фріас для облаштування національного парку. 1907 року площа охоронюваних земель зросла до 430 км2, а 1922 року стала близькою до 8000 км2. 1934 року побачив світ природоохоронний закон, за яким Науель-Уапі став першим національним парком Аргентини. Сьогодні територія займає площу 7050 км2 у провінціях Неукен і Ріо-Негро в північній Патагонії. Парк Науель-Уапі в довжину простягається на 130 км уздовж аргентинсько-чилійського кордону. В парку, розташованому на межі Вальдівійських лісів і Патагонських степів, переважають високі гори, безліч озер і великих важкодоступних лісів, з такими деревами, як чилійський мирт (спеціально для її охорони частину земель парку Науель-Уапі 1971 року виділено для парку Лос-Арраянес). На острові Вікторія площею 37 км2, розташованому в Науель-Уапі, є первинні ліси з річкових кедрів (Libocedrus chilensis) і південних буків (Nothofagus dombeyi); висота останніх — до 40 м, а найстаршим з них — 500 років. В іншій частині парку розташовані ліси Анд, де поряд з південними буками виростають патагонські модрини висотою до 35 м. Тут мешкає південноандський олень, а також мініатюрний олень пуду. На півночі до парку Науель-Уапі приєднується національний парк Ланін. До озера Науель-Уапі прилягає територія національного парку Лос-Арраянес.
Висота над рівнем моря території національного парку коливається в межах 700-3500 м.
На березі озера розташований Сан-Карлос-де-Барілоче, центр аргентинського туризму і зимовий курорт.